# Cottus tenuis
Cottus tenuis és una espècie de peix pertanyent a la família dels còtids.

## Descripció
- Fa 9 cm de llargària màxima (normalment, en fa 7).[2][3][4]

## Hàbitat
És un peix d'aigua dolça, demersal i de clima temperat (42°N-41°N).

## Distribució geogràfica
Es troba a Nord-amèrica: conca superior del riu Klamath (Oregon, els Estats Units).

## Observacions
És inofensiu per als humans.